# Puchar Polski w piłce siatkowej kobiet (1975/1976)
Puchar Polski w piłce siatkowej kobiet 1975/1976 (Puchar Polski o "Puchar Sportowca") – 20. sezon rozgrywek o siatkarski Puchar Polski, rozgrywany od 1932 roku.

## Klasyfikacja końcowa
| Miejsce | Drużyna           |
| ------- | ----------------- |
| 1.      | ŁKS Łódź          |
| 2.      | Siarka Tarnobrzeg |
| 3.      | Zawisza Sulechów  |
| 4.      | MZKS Jasło        |